# Antonio Segovia Moreno
Antonio Segovia Moreno (Jabugo) fue un político español. Realizó la carrera de Derecho en Sevilla y en Madrid (1946). 
Fue alcalde de la ciudad de Huelva entre 1955 y 1960, mandato en el que promovió la construcción de viviendas, parte de la Avenida Martín Alonso Pinzón, la barriada de Isla Chica y el Estadio Colombino y promovió el transporte público. El último año de su mandato aprobó un plan de urbanismo de la actual Avenida Andalucía. También fue Presidente del Instituto Nacional de Previsión.[cita requerida]
Representante por la provincia de Huelva en las Cortes Españolas en el periodo 1971-1977.